# Ermita de San Facundo (Los Barrios de Bureba)
La ermita de San Facundo está situada en Los Barrios de Bureba y es también conocida por el nombre de San Fagún. Es de estilo románico y de ella solo conservamos una espadaña y el ábside. Por fuera de este monumento podemos apreciar algunas escrituras de la época en la que se construyó (1181), que dicen así: SVB [ERA MCC]XVIIII ESSE CEPITIS DE[O] GRA(tia)S  y traducido sería “En la era de 1219 comenzaste a existir gracias a Dios”.

## Historia

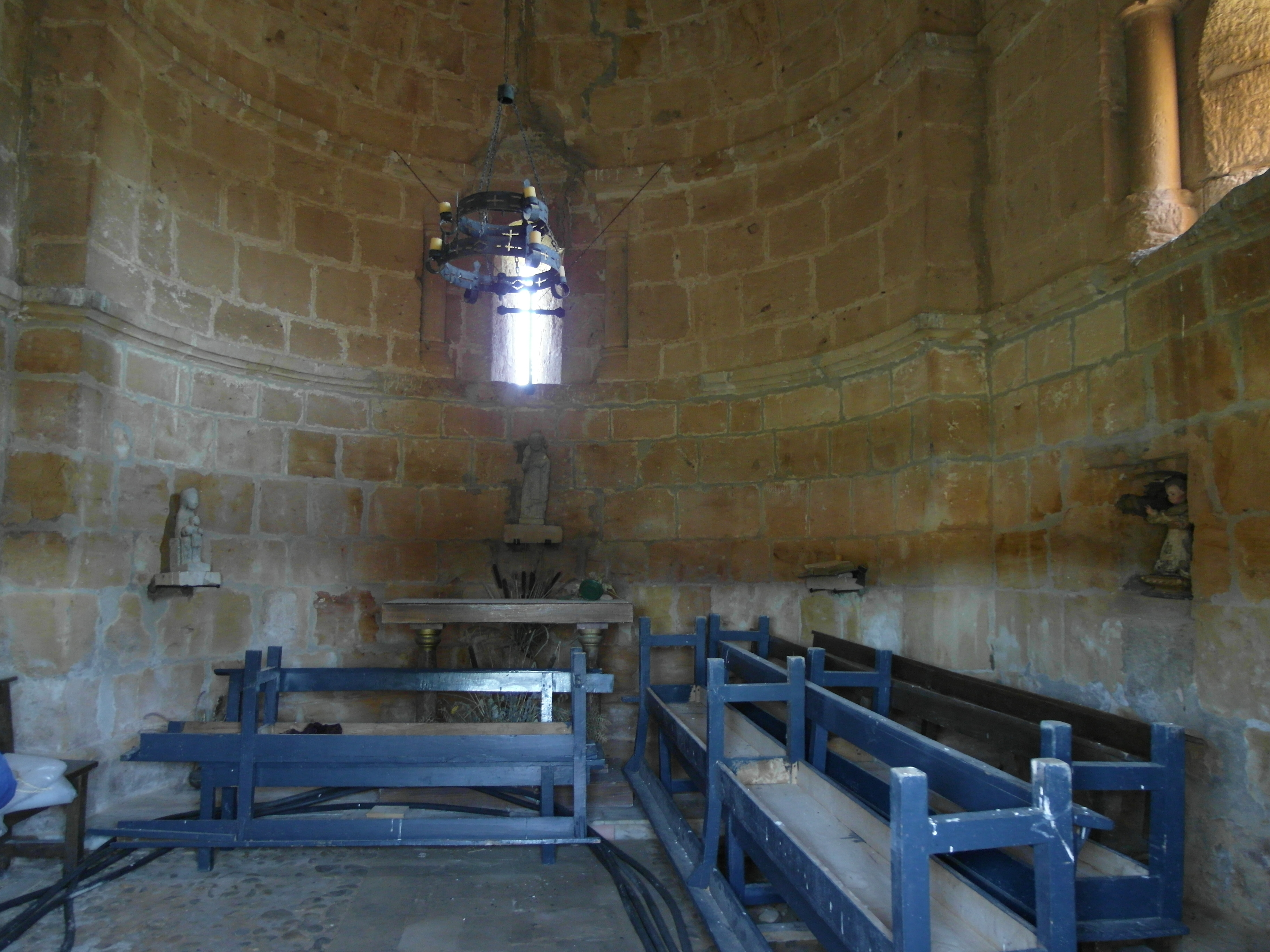

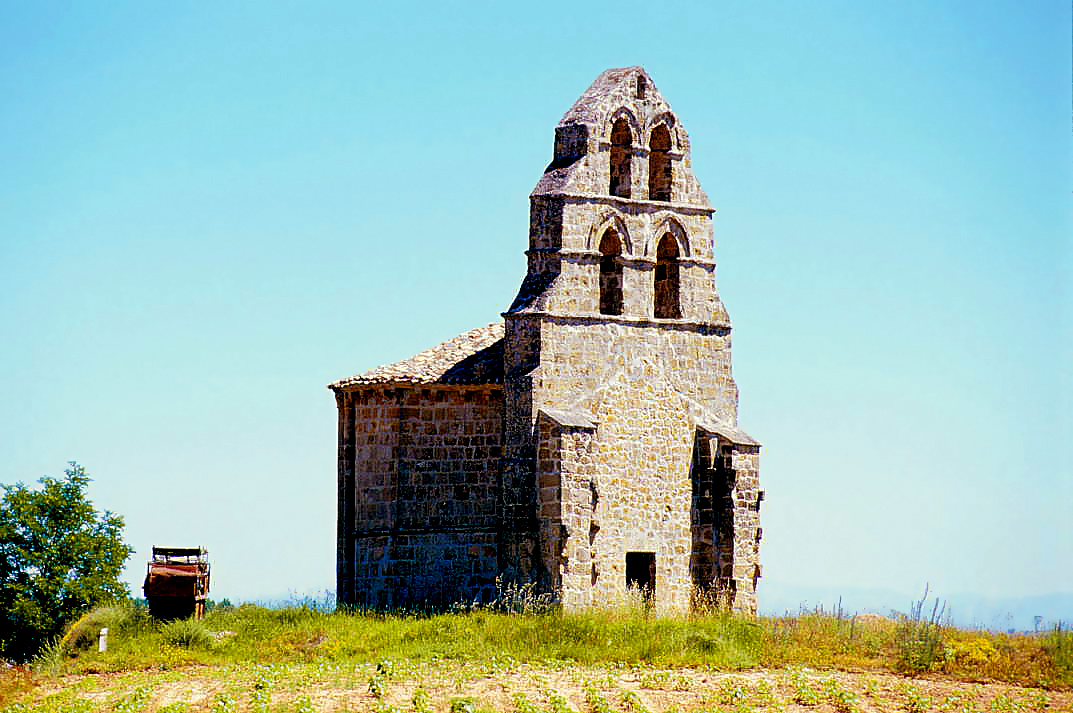

En esa zona, había varios barrios; de la Torre, San Facundo, Santa María, San Jorge, etc.  Era la iglesia parroquial de uno de estos barrios que antiguamente pertenecían a esta población (el de San Facundo)  pero que, por algunas razones, tiempo después, quedó despoblado.